# Stratford-on-Avon District
Stratford-on-Avon District är ett distrikt (motsvarande kommun) i grevskapet Warwickshire i England, Storbritannien. Distriktet har 138 583 invånare (2022).  Större orter är Southam och Stratford-upon-Avon.  Distriktet är indelat i 113 civil parishes.